# ثالون، کوئینزلند
ثالون (به انگلیسی: Thallon) یک شهرک در استرالیا است که در کوئینزلند واقع شده‌است.